# مورچه درختی سبز
مورچه درختی سبز (نام علمی: Oecophylla smaragdina) نام یک گونه از سرده مورچه بافنده است. این گونه که ساکن مناطق استوایی اقیانوسیه، هند، جنوب شرقی آسیا و آفریقای مرکزی است و به نام مورچهٔ بافنده آسیایی نیز شناخته می‌شود به کار جمعی بی‌نظیرش شهرت دارد، علاوه بر ساختن پل‌های طویل و موقت دسته‌جمعی بین شاخه‌ها و برگ‌ها برای رفت‌وآمد دیگران، در زمان ساخت خانه نیز برگ‌ها را با پا و فَک محکم نزدیک هم نگه می‌دارند تا مورچه‌های دیگر لاروها را آورده و با کمی فشردن آنها به‌واسطه تارهایی که از لاروها خارج می‌شود برگ‌ها را به هم بدوزند.

## نگارخانه

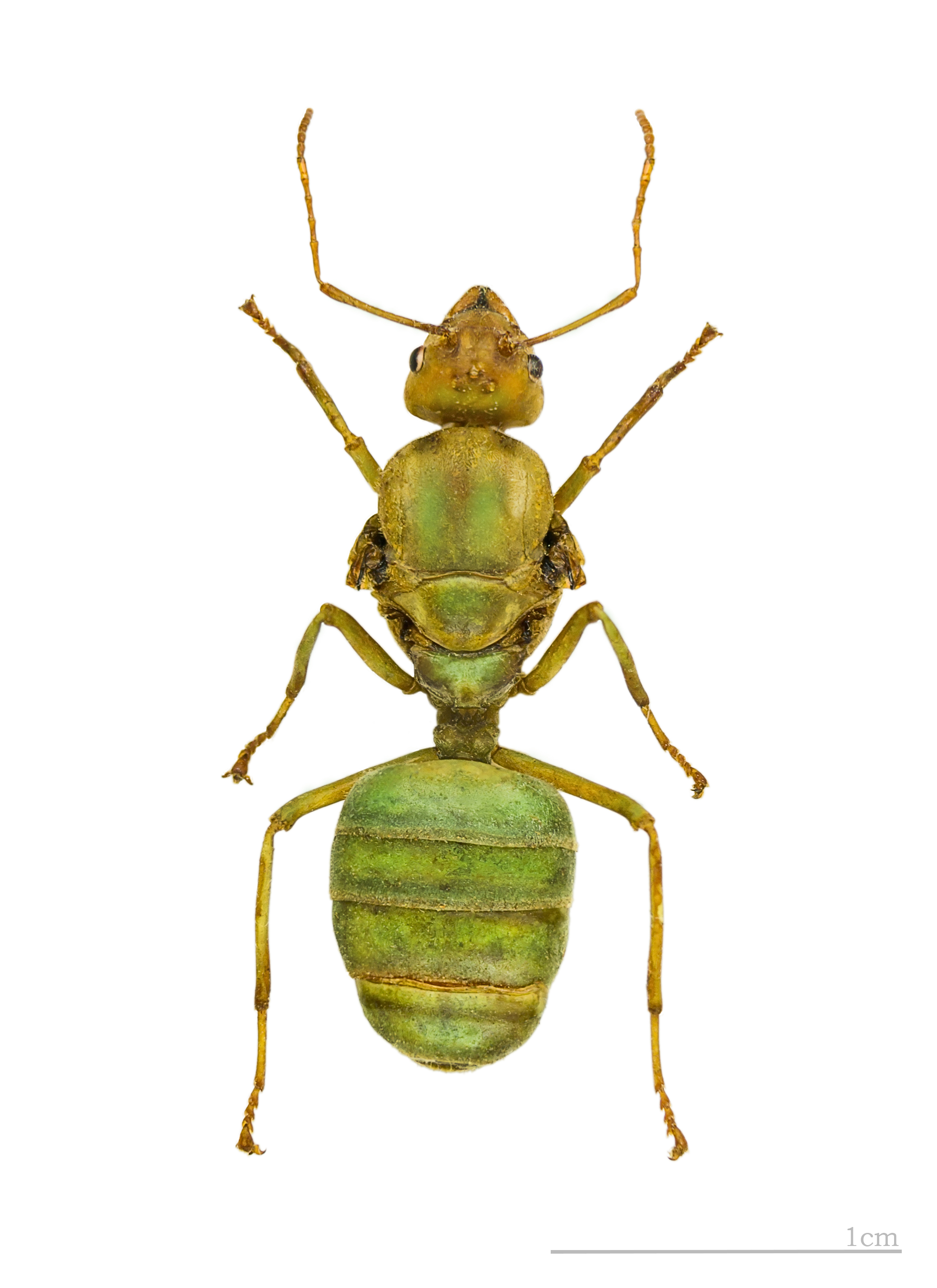
ملکه به رنگ سبز روشن که بال‌های خود را از دست داده
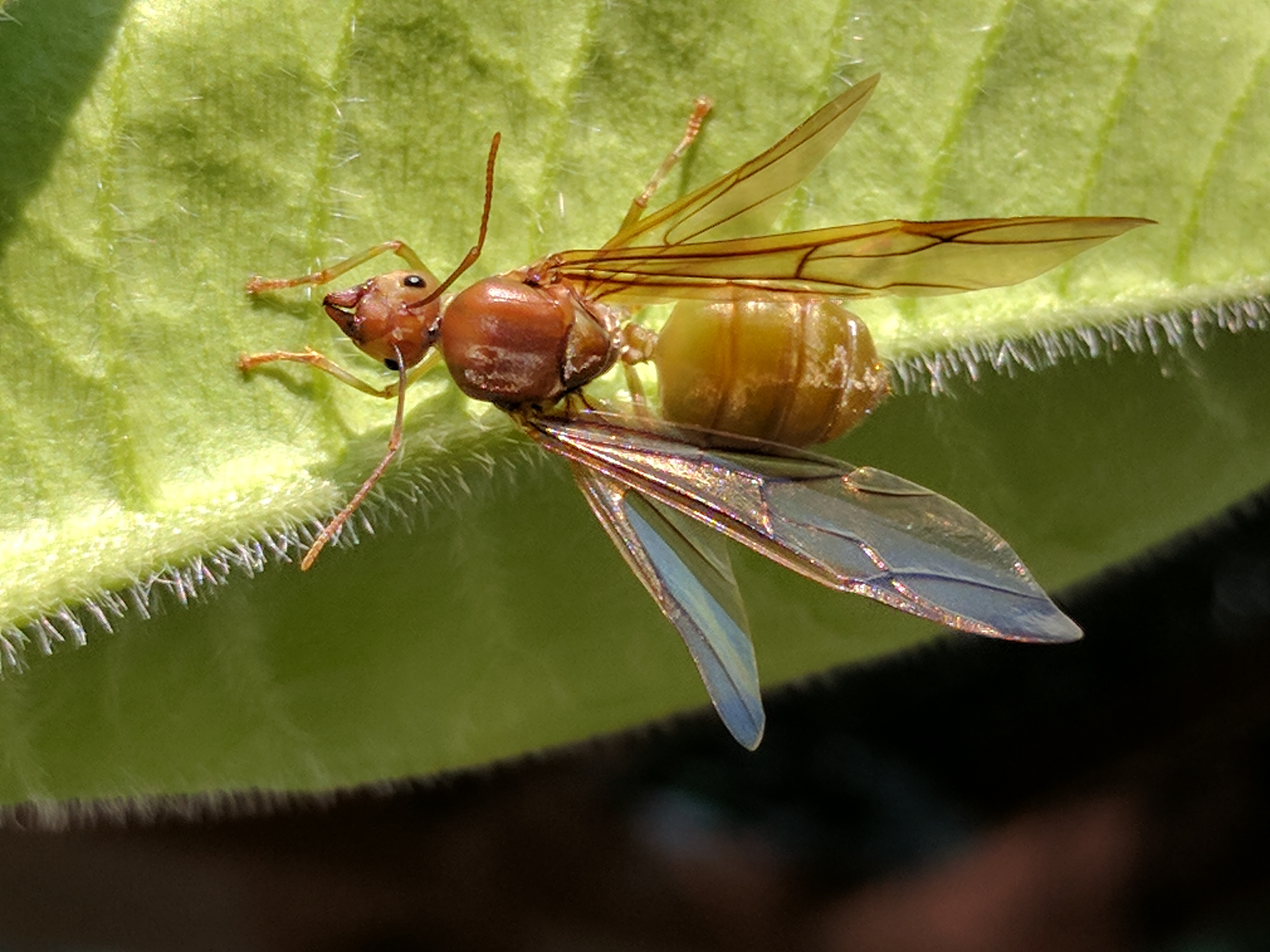
یک ملکه مورچه درختی سبز پیش از از دست رفتن بال‌هایش
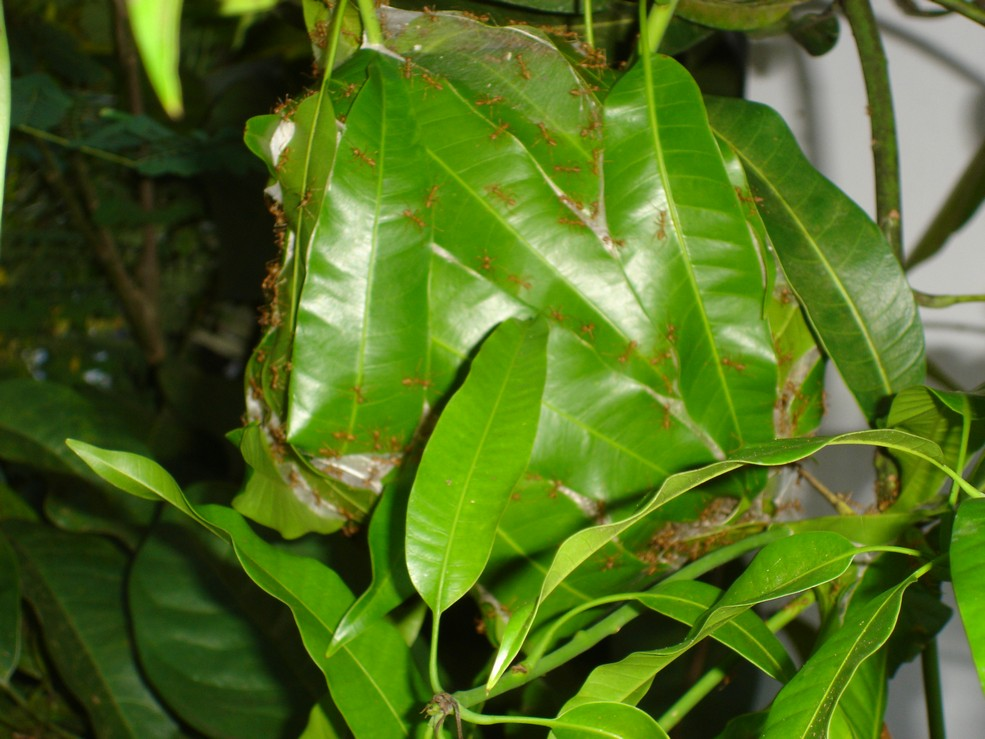
مورچه بافنده لانه در درخت انبه
مورچه‌های بافنده از یک (Achatina fulica) حلزون بزرگ آفریقایی تغذیه می‌کنند
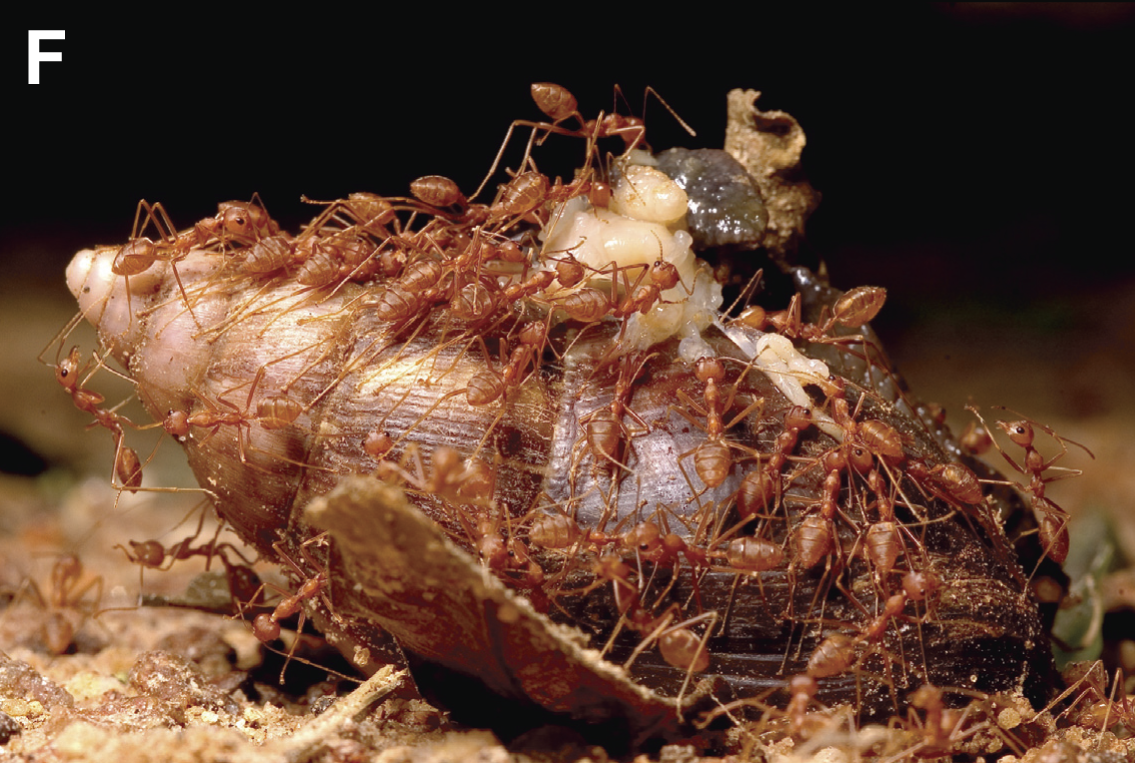
مورچه نر (همیشه به رنگ مشکی)
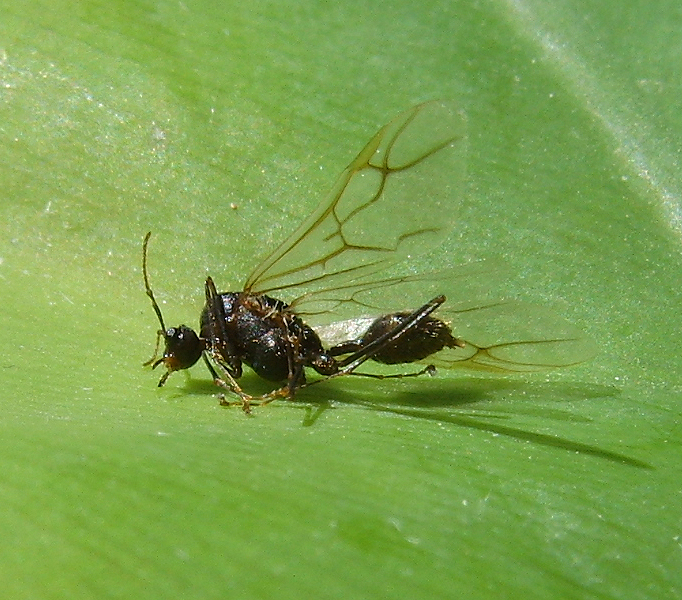
کارگران (به‌رنگ‌های صورتی تا قرمز) سرگرم حمل یک مارمولک
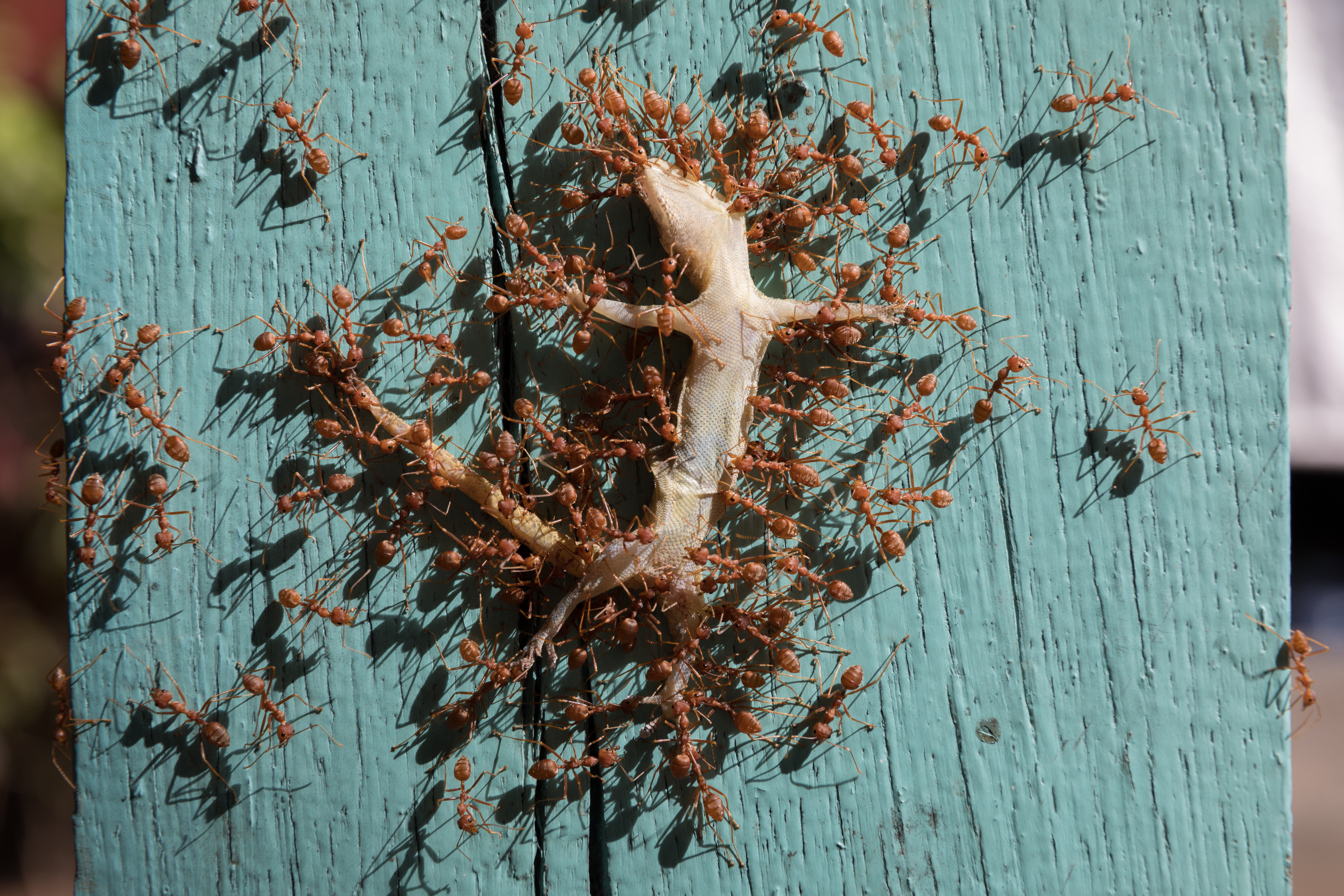
کارگران سرگرم حمل یک مارمولک (در لائوس)